# 採石法
採石法 (さいせきほう、昭和25年12月20日法律第291号）は、採石業に関する法律である。
1950年12月20日に公布された。

## 概要
採石法は、採石権制度、採石業者登録、岩石の採取計画の認可等を行ない、「岩石の採取に伴う災害を防止し、岩石の採取の事業の健全な発達を図ることによつて公共の福祉の増進に寄与することを目的」とする法律である。採石権とは、他人の土地において岩石及び砂利を採取する権利である。採石業者登録、採取計画の認可、業務管理者試験等は、自治事務であり、自治体が行う。
なお、砂利（砂、砂利、栗石及び玉石）の採取の規制については、砂利採取法によって定められている。

## 構成
- 第1章　総則
- 第2章　採石権
- 第3章　採石業
  - 第1節　採石業者の登録
  - 第2節　採取計画の認可等
  - 第3節　雑則
- 第4章　土地の使用
- 第5章　不服申し立て
- 第6章　補則
- 第7章　罰則
- 附則

## 資格
- 採石業務管理者